# Рехе, Рейнхарт
Рейнхард Рехе (нем. Reinhart Reche; 13 декабря 1915 — 3 марта 1993) — немецкий офицер-подводник, капитан-лейтенант (1 октября 1941 года).

## Биография
26 сентября 1934 года поступил на флот кадетом. 1 апреля 1937 года произведен в лейтенанты. Служил инструктором на легком крейсере «Эмден».

## Вторая мировая война
В апреле 1940 года переведен в подводный флот. Совершил 2 боевых похода на подлодке U-751, которой командовал капитан Герхард Бигалк.
29 ноября 1941 года назначен командиром подлодки U-255, на которой совершил 6 походов (проведя в море в общей сложности 145 суток). Большую часть боев провел в водах Арктики. Сыграл важную роль в разгроме конвоя PQ-17.
17 марта 1943 года награждён Рыцарским крестом Железного креста.
Всего за время военных действий Рехе потопил 10 судов общим водоизмещением 54 420 брт.
6 июня 1943 года переведен в штаб командующего подводными лодками на Северном море.

## Послевоенная служба
После окончания войны вышел в отставку, но в 1956 году поступил на службу в ВМС ФРГ. В 1959—61 годах руководил боевой подготовкой моряков-подводников, затем занимал различные штабные должности. В 1974 году вышел в отставку в звании капитана 1-го ранга. Был награждён Федеральным крестом за заслуги.